# Brauerei Pöllinger
Brauerei Pöllinger GmbH & Co. KG is een private regionale brouwerij in het Duitse Pfeffenhausen in de Landkreis Landshut. Ze is eigendom van de familie Rank en stelt rond 40 personen te werk.
De geschiedenis van de brouwerij begint in 1474, toen het Tafernhof het schenk- en brouwrecht verkreeg van het klooster Ebersberg. De brouwerij is nu genoemd naar Anton Pöllinger, die in 1891 de eerste stoommachine in de Marktgemeinde Pfeffenhausen liet installeren in het bedrijf.

## Bieren (2017)
- Pöllinger Helles (helder lagerbier met 4,9% alcoholpercentage)
- Pöllinger Weissbier Hell (licht witbier, 5,2%)
- Pöllinger Weissbier Dunkel (5,3 %)
- Pöllinger Pils (4,9%)
- Pöllinger Russ (2,5%; bestaat uit gelijke delen Weissbier en citroenlimonade)
- Pöllinger Spezial Trunk (5,6%)
- Pöllinger Export (5,2%)
- Pöllinger Radler (2,6%, bestaat uit 50% Exportbier en 50% citroenlimonade)
- Pöllinger Radler Naturtrüb (troebel Radlerbier bestaat uit 50% bier en 50% frisdrank met citroensmaak)
- Pöllinger Braunbier Anno 1402 (donker volbier, 5,1%, geproduceerd voor het 600-jarig jubileum van de Marktgemeinde Pfeffenhausen)

De brouwerij heeft een eigen waterbron, de Elsbethenquelle. Ze brengt naast bier ook mineraalwater, limonades en fruitsappen op de markt. De totale jaarlijkse productie bedraagt ongeveer 180.000 hectoliter.